# Miconia subsessilifolia
Miconia subsessilifolia är en tvåhjärtbladig växtart som beskrevs av John Julius Wurdack. Miconia subsessilifolia ingår i släktet Miconia och familjen Melastomataceae.
Artens utbredningsområde är Colombia. Inga underarter finns listade i Catalogue of Life.